# Wola Duchacka
Wola Duchacka ist ein südlicher Stadtteil von Krakau in Polen, im Stadtbezirk XI Podgórze Duchackie.

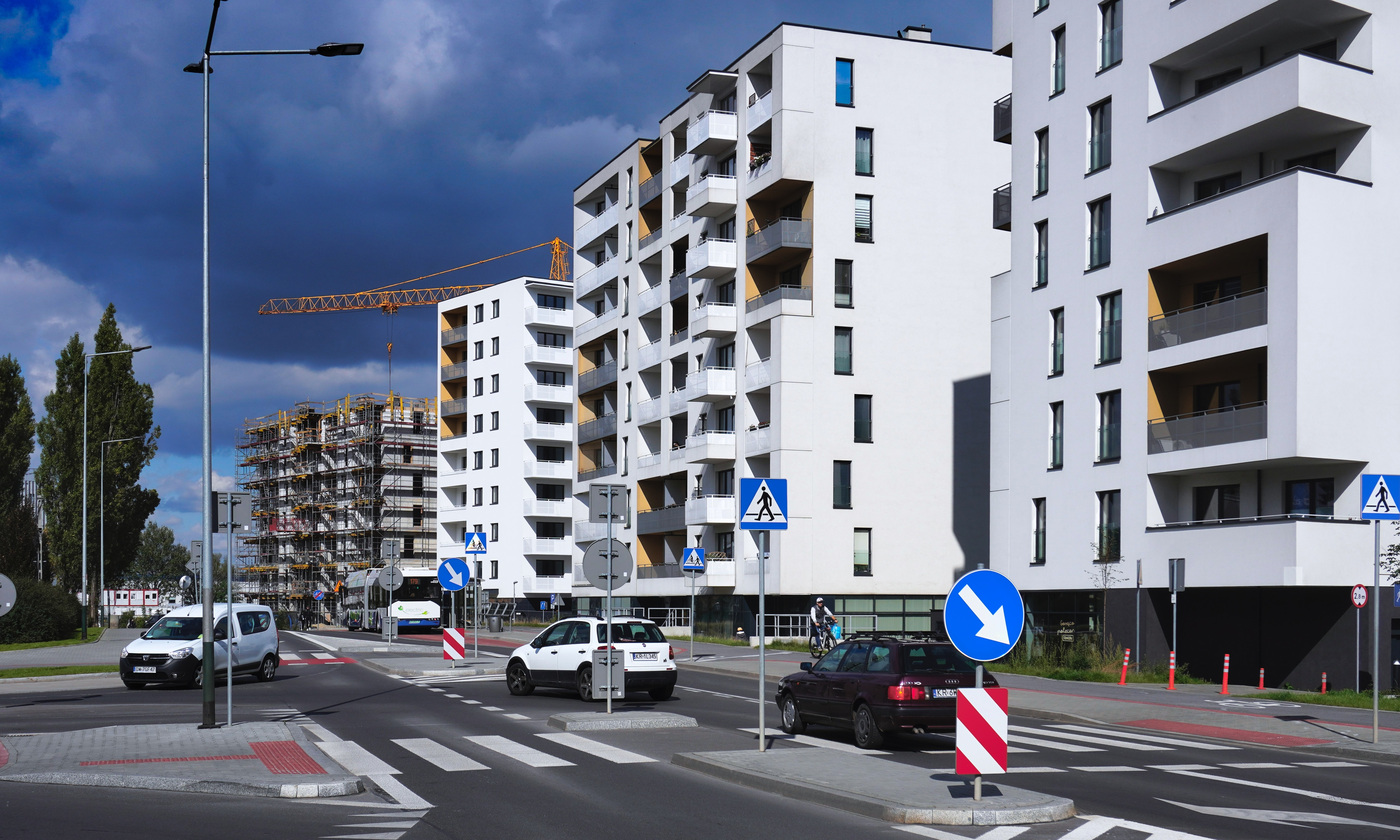
Walerego Sławka-Straße in Wola Duchacka

## Geschichte
Am Ort befand sich eine Siedlung der Zeit der Lausitzer (1300 bis ca. 500 v. Chr.) bis zur Przeworsk-Kultur (zur Mitte des 5. Jahrhunderts n. Chr. ). Im 6. Jahrhundert entstand im Norden der Krak-Hügel, im 11. Jahrhundert befand sich in der Nähe eine christliche Kirche und ein Gräberfeld.
Im  Jahr 1363 wurde ein Gutshof von Jan von Melsztyn für seinen Sohn Rimerus (Remigiusz) gebaut, im nächsten Jahr wurde das deutschrechtliche Dorf in Wolia retro montem Lasotinum angelegt. Der Ortsname Wola (urslawish *vol’a) bezeichnet eine steuerfreie Neugründung. In den Jahren 1404 bis 1424 kamen die Dörfer Wola, Rżąka und Kurdwanów an den Krakauer Hospitaliter, polnisch Duchacy, demnach ist das Adjektiv im Ortsnamen (sowie im Namen des Stadtbezirkes) hinzugefügt.
Bei der Ersten Teilung Polens kam Wola Duchacka 1772 zum neuen Königreich Galizien und Lodomerien des habsburgischen Kaiserreichs (ab 1804). Ab dem Jahr 1855 gehörte Wola Duchacka zum Bezirk Podgórze. Im Jahr 1900 hatte die Gemeinde Wola Duchacka 60 Häuser mit 629 Einwohnern, davon waren 619 polnischsprachig, 3 deutschsprachig, außer 589 Römisch-Katholiken gab es 3 Griechisch-Katholiken und 37 Juden.
Im frühen 20. Jahrhundert wurde die Industriezone von Płaszów in das Gebiet von Wola Duchacka erweitert.
Wola Duchacka wurde im Jahr 1941 von deutschen Besatzern nach Krakau als der Katastralbezirk L eingemeindet, was erst am 25. Oktober 1948 mit rückwirkender Gültigkeit vom 18. Januar 1945 von der polnischen Verwaltung bestätigt wurde. Das KZ Plaszow umfasste auch ein Teil von Wola Duchacka.
In den 1970er und 1980er Jahren wurden etwa 100 Plattenbauten erbaut. Heute unterscheidet man die Plattenbausiedlungen Wola Duchacka Wschód (Ost) und Wola Duchacka Zachód (West). Im Jahr 2000 wurden sie an die Stadtbahn Krakau angeschlossen.